# شهرستان منارد (ایلینوی)
شهرستان منراد، (به انگلیسی: Menard County) شهرستانی در ایالت ایلی‌نوی ایالات متحده امریکا و بر طبق سرشماری ۲۰۱۰ این شهرستان ۱۲۷۰۵ نفر جمعیت داشته‌است. رشد جمعیت این شهرستان از ۲۰۰۰ تا ۲۰۱۰، حدود ۱٫۸ درصد بوده است

طبق سرشماری ۲۰۱۰، مساحت این شهرستان ۸۱۷ کیلومتر مربع وسعت داشته که از این مقدار ۰٫۳۲ درصد آب و ۹۹٫۶۸ درصد خشکی می‌باشد.

این شهرستان در ۱۸۳۹ از شهرستان سنگامون جدا شد. این شهرستان نام خود را از پیره منراد نخستین ستوان حکومت ایلی‌نوی، گرفته‌است.

## نگارخانه

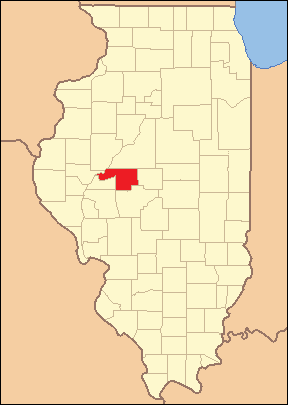
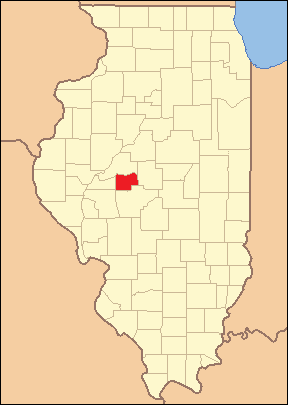

## همسایگان و راه‌ها
همسایگان این شهرستان عبارتند از:
- شمال: شهرستان ماسون
- شمال‌شرق:
- شرق: شهرستان لوگان
- جنوب‌شرق:
- جنوب: شهرستان سنگامون
- جنوب‌غرب:
- غرب: شهرستان کاس
- شمال‌غرب:

راه‌های اصلی این شهرستان:
1. جاده ۲۹ ایلی‌نوی
2. جاده ۹۷ ایلی‌نوی
3. جاده ۱۲۳ ایلی‌نوی

## شهرها
- آتنس، ایلی‌نوی
- گرینویو، ایلی‌نوی
- اوکفورد، ایلی‌نوی
- پتزبورگ، ایلی‌نوی، مرکز شهرستان
- تالوا، ایلی‌نوی